# Fimbristylis fuscinux
Fimbristylis fuscinux är en halvgräsart som beskrevs av Charles Baron Clarke. Fimbristylis fuscinux ingår i släktet Fimbristylis och familjen halvgräs. Inga underarter finns listade i Catalogue of Life.